# زولیتا
زولیتا (به انگلیسی: Zolita) با نام کامل زوئی مونتانا هوتزل (به انگلیسی: Zoë Montana Hoetzel) (زاده ۲۳ سپتامبر ۱۹۹۴) خواننده، ترانه‌سرا آمریکایی است.